# Barry Anderson (Organist)
Barry Anderson (geb. vor 1966) ist ein kanadischer Organist, Kirchenmusiker und Chorleiter.
Der Schüler von Hugh Bancroft unterrichtete am Daniel McIntyre Collegiate und wirkte als Organist an der Westminster United Church. Von 1966 bis 2012 war er Organist und Chorleiter an der Knox United Church in Winnipeg. 1973 wurde er Dirigent des Winnipeg Police Service Choir. Für seinen Einsatz wurde er 1988 mit dem Dienstrang eines Superintendent geehrt. Er wirkte weiterhin 29 Jahre als Klavierbegleiter des Winnipeg Philharmonic Choir und ist seit dessen Gründung 1977 Leiter des Daniel McIntyre Alumni Choir. Er hatte Rundfunkauftritte bei der CBC und trat mit dem Winnipeg Symphony Orchestra unter Leitung von Pierro Gamba in der Carnegie Hall auf. Auf der Casavant-Orgel der Knox United Church spielte er das Album Love Divine ein.